# Karl Kehrbach

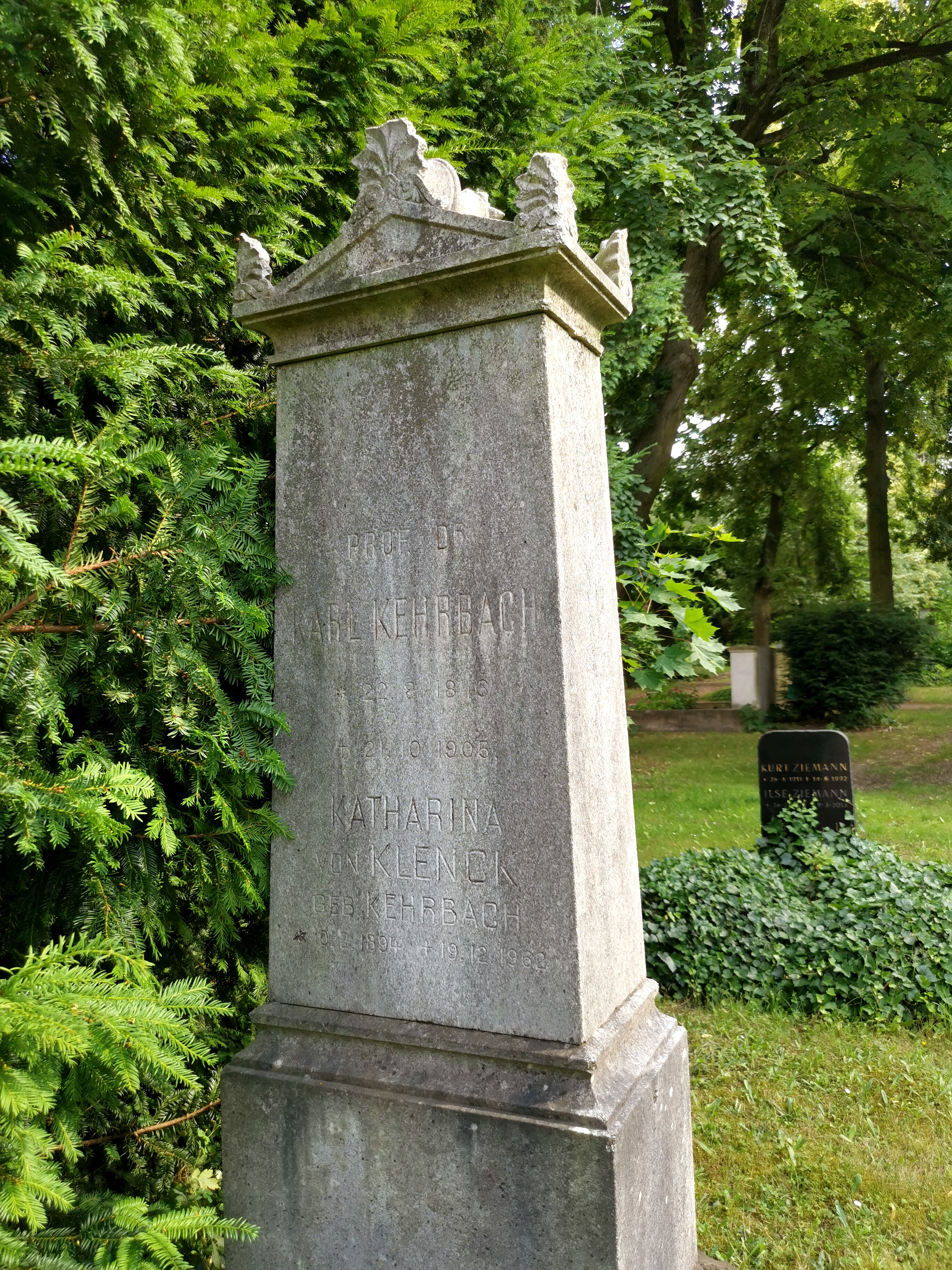
Grabstätte auf dem Friedhof IV der Gemeinde Jerusalems- und Neue Kirche in Berlin-Kreuzberg (Abt. 14)

Karl Theodor Kehrbach (* 22. August 1846 in Neustadt an der Orla; † 21. Oktober 1905 in Charlottenburg) war ein deutscher Pädagoge und Herausgeber. Kehrbach war Mitbegründer der Gesellschaft für deutsche Erziehungs- und Schulgeschichte. Große Verdienste erwarb er sich bei der Herausgabe der Monumenta Germaniae Paedagogica.

## Leben
Kehrbach wurde als Sohn des Weißbäckermeisters Karl Wilhelm Kehrbach (1823–1882) geboren. Seine Mutter Selma Verona war die Tochter des Kammergutspächters Traugott Friedrich Knüpfer aus Weltwitz. Er besuchte das Lehrerseminar in Weimar und wurde Lehrer an der Bürgerschule in Gera. Ab 1872 unterrichtete er an der Realschule in Leipzig.
Kehrbach begann ein Studium der Pädagogik an der Universität Jena und ab 1873 an der Universität Leipzig, dort aber nur befristet, da er kein Abitur besaß. An der Leipziger Hochschule besuchte er außerdem Vorlesungen über Philosophie und Germanistik. Seit dem Sommersemester 1874 gehörte er dort dem Zillerschen Seminar an. 1876 wurde ihm das universitäre Abgangszeugnis ausgestellt. Er arbeitete zunächst wieder als Lehrer und später als wissenschaftlicher Oberbeamter an der Universität Halle, wo er Bibliothekar an der Universitätsbibliothek Halle wurde. Ab 1877 war er Herausgeber der Hauptwerke von Immanuel Kant und Johann Gottlieb Fichte für Reclams Universal-Bibliothek, eine Arbeit, die sich bis 1884 hinzog.
1883 ließ sich Kehrbach dauerhaft als Privatgelehrter in Charlottenburg bei Berlin nieder. Noch im gleichen Jahr erschien sein Kurzgefasster Plan der Monumenta Germaniae Paedagogica, die Vorstellung des Planes einer Sammlung von Schulordnungen, Schulbüchern und pädagogischen Miscellaneen aus allen deutschsprachigen Ländern, die er zunächst als Privatunternehmen ins Leben rief. Vorbild war die 1819 gegründete Monumenta Germaniae Historica, eine Editionsreihe historischer Dokumente zur deutschen Geschichte des Mittelalters. Auf einer Philologenversammlung in Dessau 1884 setzte sich der Philologe und Pädagoge Friedrich August Eckstein für das Projekt ein und warb um Unterstützung.
1885 promovierte Kehrbach an der Berliner Universität im Fach Germanistik bei Wilhelm Scherer mit der Dissertation Die Darstellung des Keit in den wallisischen, altfranzösischen und mittelhochdeutschen Denkmälern der Artussage zum Dr. phil. Zugleich begann er mit den Arbeiten an einer großen textkritischen Gesamtausgabe der Werke von Johann Friedrich Herbart, ein weiteres großes Vorhaben von ihm, dessen erster Band 1887 erschien. Noch zu seinen Lebzeiten wurden neun weitere Bände veröffentlicht. Die Fortsetzung der insgesamt 19-bändigen Edition übernahmen später Otto Flügel und Theodor Fritsch. Bereits 1886 erschien der erste Band der Reihe Monumenta Germaniae Paedagogica, die Braunschweigischen Schulordnungen von den ältesten Zeiten bis zum Jahre 1828 von Friedrich Koldewey. Als Verleger konnte Kehrbach Rudolf Hofmann gewinnen, in dessen Berliner Verlag A. Hofmann & Comp. die weiteren Bände bis 1909 erschienen. Kehrbach selbst erlebte bis zu seinem Tod 1905 die Veröffentlichung von 32 Bänden der Reihe, die insgesamt bis 1938 in 62 Bänden erschien.
Auf einer Konferenz in Berlin im Dezember 1890, an der unter anderem Gustav Uhlig und Hermann Schiller teilnahmen, wurde die Gründung einer Gesellschaft zur geschichtlichen Erforschung des Erziehungs- und Unterrichtswesens beschlossen. Die Konstituierende Sitzung der Gesellschaft für Deutsche Erziehungs- und Schulgeschichte fand am 14. Dezember 1890 im Berliner Architektenhaus statt. Zum Vorsitzenden der Gesellschaft wurde der Kurator der Universität Göttingen Ernst Höpfner ernannt, der erste Schriftführer wurde Kehrbach, der auch für die Herausgabe der Mitteilungen, dem Organ der Gesellschaft, zuständig war. Die Gesellschaft für Deutsche Erziehungs- und Schulgeschichte wurde zum Träger der Schriftenreihe Monumenta Germaniae Paedagogica bestimmt. Zur finanziellen Unterstützung des Projektes gab es ein Beschluss des Deutschen Reichstages, dem alle Parteien zustimmten, zur jährlichen Beihilfe von zunächst 30.000 Mark. Die Summe wurde im Laufe der Zeit stetig erhöht.
1894 wurde Karl Kehrbach der Professorentitel verliehen. Er starb nach kurzer Krankheit am 21. Oktober 1905 im Alter von 59 Jahren in Charlottenburg und wurde am 24. Oktober auf dem Friedhof der Neuen Kirche bestattet. Die Grabstätte ist erhalten.

## Veröffentlichungen (Auswahl)
- Kurzgefasster Plan der Monumenta Germaniae Paedagogica. A. Hofmann & Comp., Berlin 1883.
- Johann Friedrich Herbart. Sämmtliche Werke in chronologischer Reihenfolge. 1. Band bis 10. Band, Hermann Bayer & Söhne, Langensalza 1887–1902.
- Monumenta Germaniae Paedagogica. 1. Band bis 32. Band,  A. Hofmann & Comp., Berlin 1886–1904.